# Penningland
Penningland är en areaenhet från 1600-talet. 1 penningland = 1/24 öresland = cirka 500–625 kvadratmeter.